# Фатали Великентский
Фатали Великентский — азербайджанский поэт и ашуг XVIII века. Вошёл в историю как один из крупнейших поэтов тюркскоязычной литературы ΧVIII века.

## Биография
Родился в бедной крестьянской семье, получил начальное образование в мектебе. Поступил в медресе в Дербенте, где изучал арабский и персидский языки. Фатали был знатоком азербайджанской и вообще восточной литературы. Своим творчеством Фатали оказал большое влияние на последующие поколения ашугов—азербайджанцев. Во время Дагестанского похода Надир-шаха призывал народ на борьбу с захватчиками. Принимая близко к сердцу боль родины Фатали пел: 
Край мой родной, душа моя с тобой
От твоего горя горю я без золы
Настоящие сыны твои обнажили кинжалы
и рубят врага — смотри какое время.
Я Фатали твоя опора мой край,
Твой землепашец, твоя слезинка
(Бах нə замандыр — Смотри какое время)
Он был большим другом известного азербайджанского поэта Моллы Панаха Вагифа. Фатали считается одним из родоначальников индивидуальной (авторской) поэзии дагестанских азербайджанцев (терекеменцев).

## Творчество
В своих стихах поэт поднимал темы бедности и бесправия. Критикуя современную ему жизнь, Фатали призывает всех жить земной жизнью, полной радостей, любви и других человеческих чувств.
Увлечение суфизмом в раннем творчестве, как дань уважения идеологии предшественников, плавно перешло в философскую лирику. В лирико-философских стихах Фатали виден зрелый поэт с глубокими размышлениями о смысле жизни, о бренности бытия, рефлексиями на окружающий мир, полный противоречий и проблем. Тема и образ мира являются сквозными в творчестве Фатали. Этот мотив потом будет варьироваться в творчестве последующих ашугов, приобретая различные смысловые и эмоциональные оттенки. 
Поэт-ашуг умело использовал в своем творчестве почти все жанры устного народного творчества. У Фатали песни-стихи, начиненные народной мудростью, носили полу-фольклорный характер. Испытав благотворное влияние Вагифа, Фатали создает много песен о любви и красоте. Есть у Фатали и песни-стихи, воспевающие духовную красоту поведения человека в обществе (уважение к старшим, забота о младших и т.д.). О влиянии творчества Фатали на последующих поэтов и ашугов свидетельствует, в частности, факт наличия в Южном Дагестане целой творческой школы поэтов, следовавших его литературным традициям и художественному мастерству. Известны его стихотворения — «Гелир» («Идет») и «Дейирлер» («Говорят»).